# Dürener SpV 06
Dürener SpV 06 is een Duitse voetbalclub uit Düren in de Duitse deelstaat Noordrijn-Westfalen.

## Geschiedenis
De club werd opgericht in 1906 en sloot zich later aan bij de West-Duitse voetbalbond. De club werd ingedeeld in de Noordrijncompetitie en speelde in de lagere reeksen. Door de Eerste Wereldoorlog werd deze opgesplitst en mocht de club in 1914/15 in de hoogste klasse aantreden, waar ook de succesvollere stadsrivalen VfJuV 1896 Düren, SC Germania Düren en Dürener FC 1903 speelden, maar tijdens het seizoen trok de club zich terug. In 1918/19 speelde de club opnieuw in de hoogste klasse en degradeerde meteen.
In 1922 promoveerde de club naar de hoogste klasse van de Rijncompetitie en eindigde in het eerste seizoen voorlaatste, net voor TSV Alemannia Aachen. Het volgende seizoen werd de club laatste, maar er was dat jaar geen degradatie dus de club bleef in de Rijncompetitie. Na enkele plaatsen in de middenmoot eindigde de club in 1927/28 derde in groep C met één punt achterstand op Bonner FV 01.